# Бейнвілл (Монтана)
Бейнвілл (англ. Bainville) — місто (англ. town) в США, в окрузі Рузвельт штату Монтана. Населення — 271 особа (2020).

## Географія
Бенйвілл розташований за координатами 48°8′21″ пн. ш. 104°13′11″ зх. д. / 48.13917° пн. ш. 104.21972° зх. д. (48.139291, -104.219844).  За даними Бюро перепису населення США в 2010 році місто мало площу 2,64 км², уся площа — суходіл.

## Демографія
Згідно з переписом 2010 року, у місті мешкало 208 осіб у 85 домогосподарствах у складі 52 родин. Густота населення становила 79 осіб/км².  Було 95 помешкань (36/км²).
Расовий склад населення:
| - 85,6 % — білих - 11,1 % — корінних американців |

До двох чи більше рас належало 3,4 %. Частка іспаномовних становила 0,5 % від усіх жителів.
За віковим діапазоном населення розподілялося таким чином: 34,1 % — особи молодші 18 років, 54,8 % — особи у віці 18—64 років, 11,1 % — особи у віці 65 років та старші. Медіана віку мешканця становила 30,8 року. На 100 осіб жіночої статі у місті припадало 110,1 чоловіків;  на 100 жінок у віці від 18 років та старших — 110,8 чоловіків також старших 18 років.
Середній дохід на одне домашнє господарство  становив 80 957 доларів США (медіана — 50 625), а середній дохід на одну сім'ю — 65 500 доларів (медіана — 64 464). 
Цивільне працевлаштоване населення становило 124 особи. Основні галузі зайнятості: сільське господарство, лісництво, риболовля — 30,6 %, освіта, охорона здоров'я та соціальна допомога — 21,8 %, публічна адміністрація — 9,7 %, мистецтво, розваги та відпочинок — 7,3 %.